# В памяти навсегда
«В памяти навсегда» (англ. So Well Remembered) — совместный англо-американский фильм режиссёра Эдварда Дмитрика, который вышел на экраны в 1947 году.
В основу фильма положен одноимённый роман Джеймса Хилтона 1945 года. Фильм рассказывает о редакторе газеты в английском фабричном городке Джордже Босвелле (Джон Миллс), который борется за улучшение жилищных условий для рабочих. На своём пути, охватывающем период с 1919 по 1945 год, он женится на амбициозной Оливии (Марта Скотт) и под её влиянием строит политическую карьеру, сходясь с влиятельными политическими фигурами города, и едва не становится депутатом Парламента. Вместе с доктором Уайтсайдом (Тревор Ховард) он ведёт упорную борьбу против эпидемии дифтерии в родном городе. После потери от этой болезни сына и последующего расставания с женой, Джордж вместе с доктором Уайтсайдом воспитывает сироту Джулию, мать которой умерла во время родов. Джулия (Патриция Рок) вырастает в красавицу и выходит замуж за сына Оливии от второго брака (Ричард Карлсон), который, будучи военным лётчиком, получил ранение, изуродовавшее его лицо. Весной 1945 года в качестве мэра родного городка Джордж празднует вместе со всеми горожанами победу во Второй мировой войне.
Автор романа Джеймс Хилтон является также закадровым рассказчиком в фильме.
Кинокритики в целом высоко оценили содержание фильма, хотя некоторым из них он и показался несколько скучным. При этом единодушно отмечалась хорошая актёрская игра Джона Миллса и Марты Скотт в главных ролях.

## Сюжет
7 мая 1945 года в английском фабричном городке Броудли проходят празднования горожан по случаю победы во Второй мировой войне. В этот момент мэр Броудли Джордж Босвелл (Джон Миллс), вспоминает последние 26 лет своей жизни.
В 1919 году Джордж был редактором местной газеты и членом городского совета. В повестке дня очередного заседания совета было назначение на должность младшего библиотекаря, и одним из кандидатов на эту должность была Оливия Ченнинг (Марта Скотт). Члены совета были категорически против её кандидатуры, помня о том, что её отец, владелец местной фабрики, был осуждён на 20 лет за то, что в 1903 году использовал средства горожан для развития своего бизнеса, а затем закрыл фабрику, поставив многих людей на грань нищеты. Джордж однако заявил, что дочь не должна нести ответственности за дела своего отца и заслуживает беспристрастного отношения. После яркой речи Джорджа совет назначает Оливию на должность. Впечатлённая выступлением Джорджа, Оливия устраивает так, чтобы он подвёз её на машине в семейный особняк «Стоунклоу», который одиноко возвышается над городом. Там Джордж знакомится с Джоном Ченнингом, отцом Оливии. Хотя Джордж негативно оценивает предыдущую деятельность Джона, однако сейчас он видит перед собой одинокого и больного интеллигентного старика, единственным другом которого после выхода из тюрьмы является городской доктор Ричард Уайтсайд (Тревор Говард). Вскоре Джордж начинает встречаться с Оливией и влюбляется в неё, а их роман становится темой городских сплетен.
Однажды отчаявшаяся Оливия признается Джорджу, что из-за неоплаченных счетов ей грозит потеря «Стоунклоу». Позднее вечером в проливной дождь Джордж провожает Оливию домой, делая ей предложение, однако ответа не получает. После ухода Джорджа у Оливии возникает острый спор с отцом. Несколько минут спустя Джон просит Ричарда отвезти его на машине в город, чтобы поговорить с Джорджем. Однако дождь сильно размыл дорогу, и на одном из крутых спусков машина вылетает с дороги и разбивается. В результате аварии Ричард не пострадал, однако Джон погиб. Джордж приезжает к Оливии, чтобы разделить с ней горечь утраты, и в этот же вечер она принимает его предложение. Во время медового месяца в Лондоне Джордж знакомится с Уэзероллом (Джулиан Д’Олби), членом Парламента от Броудли, который, как и Оливия, поддерживает и поощряет политические амбиции Джорджа. Оливия сообщает мужу, что беременна.
Проходит три года. У Джорджа и Оливии растёт сын Мартин. Джордж по-прежнему редактирует газету и работает в городском совете. Однажды Ричард, который после аварии стал много пить, приходит к Джорджу на работу, передавая составленный им отчёт о критическом санитарном состоянии перенаселённых бедных кварталов Броудли. Джорджа в его политической карьере начинает активно поддерживать местный бизнесмен Тревор Мангин (Реджинальд Тейт), которому негласно принадлежат крупные доли в трёх основных предприятиях Броудли. Джордж показывает Мангину доклад Ричарда, однако тот не заинтересован в том, чтобы вкладывать деньги в улучшение жилищных условий рабочих. Мангин отвергает этот доклад как чересчур пессимистичный, вместо этого представляя доклад своего «независимого» эксперта. Джордж, сомневаясь в данных Ричарда, который много пьёт, направляет в совет доклад Мангина. Между тем Уэзеролл, который собирается выйти на пенсию, говорит Оливии, что Джордж ещё недостаточно опытен, чтобы занять его место в Парламенте, в частности, не знает, как работать с такими людьми, как Мангин.
К радости Оливии Джордж принимает предложение Менгина занять место Уезеролла в Парламенте. Он начинает в городе активную предвыборную кампанию, призывая к социальным реформам, при этом опираясь на финансовую поддержку Мангина. В этот момент из-за антисанитарных условий в городских трущобах вспыхивает эпидемия дифтерии, и Ричард при поддержке Джорджа добивается того, чтобы городской совет немедленно открыл бесплатную клинику для лечения больных и вакцинирования здоровых детей. Джордж разворачивает активную информационную кампанию против дифтерии. Одновременно он поручает Оливии сделать Мартину прививку в клинике, однако ей некомфортно стоять в очереди на прививку вместе с простыми людьми в клинике. Так и не дождавшись своей очереди, она уходит с сыном домой, не сделав укол и не сказав об этом мужу. Наступившая эпидемия и осознание того, что Менгин манипулировал им в своих интересах, приводят Джорджа к тому, что он отказывается от борьбы за место в Парламенте. Оливия крайне недовольна решением Джорджа, заявляя, что её не волнуют чужие дети, а только благополучие собственной семьи. Вскоре Мартин заболевает дифтерией и умирает. Потеряв сына и разочаровавшись в Джордже, отказавшемся от политической карьеры, Оливия разводится с ним и уезжает в Швейцарию. У Ричарда при родах умирает пациентка, оставляя сиротой новорождённую дочь. Ричард удочеряет её, назвав Джулией, и воспитывает при активном участии Джорджа.
Проходит около двадцати лет. Джордж в этот момент уже является мэром Броудли. Неожиданно после многих лет молчания вновь начинает работать бывшая фабрика Ченнинга. Джордж выясняет, что Оливия после развода с ним вышла замуж за богатого лондонца, от которого родила сына. Через некоторое время после смерти мужа Оливия выкупила фабрику своего отца, чтобы возобновить её работу. Оливия приехала в Броудли вместе сыном Чарльзом (Ричард Карлсон), который служит военным лётчиком и находится в непродолжительном увольнении. Чарльз знакомится с красавицей Джулией, которая служит в больнице, и вскоре между молодыми людьми вспыхивают любовные отношения. Чарльз, который под влиянием матери негативно относился к Джорджу, вскоре после знакомства полностью меняет к нему своё отношение. Однако Оливия не хочет отпускать от себя сына и всячески противодействует его отношениям с Джулией.
Когда один из рабочих на фабрике Ченнингов получает травму, Джордж приезжает в «Стоунклоу» к Оливии, чтобы обсудить с ней условия обеспечения безопасности на фабрике, однако она, как и раньше, заявляет, что эти вопросы её не интересуют. В этот момент Оливии сообщают, что Чарльз был сбит во время боя и сейчас направлен на лечение в соседний госпиталь. Оливия навещает сына в госпитале, выясняя, что его лицо изуродовано шрамами. Она отдаёт все силы заботе о сыне, при этом психологически угнетая его. Джордж также регулярно навещает Чарльза, а Джулия устраивается медсестрой в госпиталь Чарльза, чтобы больше быть с ним вместе. Там они решают пожениться. Однако Оливия, не обращая внимания на желание потерявшего волю сына, заставляет его переехать жить в «Стоунклоу», чтобы постоянно находиться вместе с ним. У Чарльза не хватает моральных сил показать матери лицензию на вступление в брак с Джулией, и он едет вместе с ней в «Стоунклоу», что крайне расстраивает Джулию. Когда Джордж и Ричард дома празднуют успехи на фронте в предвкушении победы, они видят Джулию, которая плачет из-за того, что, несмотря на обещания Чарльза, он позволил Оливии увезти себя в семейный особняк. Узнав об этом, Джулия приехала в «Стоунклоу», но её даже не пустили в дом. Когда Джулия говорит, что своей «любовью» Оливия убьёт Чарльза, Ричард подтверждает, что она на это способна, поскольку ранее фактически убила юного Мартина, не сделав ему прививку. Затем доктор рассказывает о том, что Оливия фактически убила и своего отца. В ту ночь Джон поссорился с дочерью из-за того, что хотел отговорить Джорджа от брака с ней и тем самым уберечь его от своей коварной дочери. Когда в сильный дождь он попросил Ричарда подвезти его до города, Оливия знала, но умолчала о том, что дорога на склоне размыта и езда по ней крайне опасна, что и привело к смертельной аварии.
После этого разговора Джордж немедленно едет в «Стоунклоу», где обвиняет пьяного, растерянного Чарльза в трусости, а затем убеждает его вернуться к Джулии. Чарльз просит Джорджа немедленно отвезти его к Джулии, чтобы в ту же ночь пожениться. Когда Оливия приезжает к Джорджу в поисках сына, он сообщает ей, что Чарльз и Джулия уехали, и теперь будут жить вместе. Джордж разоблачает Оливию, указывая н то, что она фактически убила отца, так как он мешал ей. А теперь из-за неё болен Чарльза, она заразила его страхом, ненавистью и эгоизмом. Ради осуществления своего плана она готова драться и убивать. В заключение он говорит, что Чарльз и Оливия сегодня официально поженились и уехали, и теперь они вне её досягаемости. Разгневанная Оливия начинает оскорблять Джорджа, после чего он даёт ей пощёчину, и она уходит. После ухода Оливии становится ясно, что Чарльз и Джулия никуда не уехали, а находятся на втором этаже дома Джорджа. Джордж выходит на улицу, где вместе с горожанами празднует окончание войны.

## В ролях
- Джон Миллс — Джордж Босвелл
- Марта Скотт — Оливия Ченнинг Босвелл
- Патриция Рок — Джулия Морган
- Тревор Ховард — доктор Ричард Уайтсайд
- Ричард Карлсон — Чарльз Уинслоу
- Реджинальд Тейт — Тревор Мэнгин
- Беатрис Варли — Энни, служанка Джорджа
- Фредерик Лейстер — Джон Ченнинг
- Айвор Бернард — Спайви
- Джулиан Д’Олби — Уэзеролл

Дочери Миллса Джульет Миллс и Хейли Миллс сыграли Джулию Морган в качестве ребёнка и в качестве младенца соответственно.

## Создатели фильма и исполнители главных ролей
В 1948 году американский режиссёр Эдвард Дмитрик был номинирован на «Оскар» как лучший режиссёр за фильм «Перекрёстный огонь» (1947). К числу лучших фильмов режиссёра относятся также «Это убийство, моя милочка» (1944), «Наваждение» (1949), «Снайпер» (1952), «Бунт на „Кейне“» (1954), «Молодые львы» (1958), «Шериф» (1959) и «Мираж» (1965).
В 1947 году, когда фильм вышел на экраны, началась антикоммунистическая охота на ведьм в Голливуде. Дмитрик и продюсер фильма Эдриан Скотт были включены в знаменитую «Голливудскую десятку» и были приговорены к году тюремного заключения за отказ давать свидетельские показания Комитету Конгресса США по расследованию антиамериканской деятельности. В 1951 году Дмитрик смог продолжить свою карьеру в Голливуде, став «дружественным свидетелем» во втором туре слушаний Комитета, когда сдал Скотта и других известных ему кинематографистов как коммунистов. Это был последний фильм Скотта. Рождённый в Германии композитор Ханс Эйслер, которого также преследовали за связь с коммунистами, был депортирован из США как «недружественный свидетель», после чего продолжил свою карьеру в Европе.
Исполнитель главной роли, британский актёр Джон Миллс родился в 1908 году, с 1929 года он работал в театре, а в 1932 году дебютировал в кино. Как далее пишет историк кино Роджер Фристоу, после службы в британской армии во время войны Миллс привлёк к себе внимание такими патриотическими фильмами, как «В котором мы служим» (1943), «Этот счастливый народ» (1944) и «Скотт из Антарктики» (1948). Он также сыграл взрослого Пипа в фильме Дэвида Лина «Большие надежды» (1946) и позднее завоевал «Оскар» как лучший актёр второго плана за роль деревенского идиота в фильме Лина «Дочь Райана» (1970). Среди его «многочисленных выдающихся актёрских работ» Фристоу выделяет также роли в фильмах «Выбор Хобсона» (1954), «Мелодии славы» (1960) и «Ганди» (1982). В 1976 году Миллс удостоился рыцарского звания. Он был женат на писательнице и драматурге Мэри Хейли Белл, его дочери Хейли и Джульет Миллс также стали актрисами. Они обе появились в этом фильме, хотя роль Хейли в качестве младенца в титрах не отражена.
Американская актриса Марта Скотт была номинирована на «Оскар» за главную роль в фильме «Наш городок» (1940). Скотт также сыграла в таких памятных фильмах, как «Один шаг в раю» (1941), «В старой Оклахоме» (1943), «Часы отчаяния» (1955), «Десять заповедей» (1956), «Сайонара» (1957) и «Бен-Гур» (1959).

## История создания фильма
По информации Американского института кино, это первый из двух фильмов, которые договорились совместно произвести голливудская студия RKO Radio Pictures и британская компания Джея Артура Рэнка Alliance Production. По условиям соглашения, RKO и Alliance должны были поровну разделить производственные расходы, которые оценивались примерно в 1.2 — 1.5 миллиона долларов.
Как сообщил «Голливуд репортер», RKO заплатила автору романа Джеймсу Хилтону за права на экранизацию фильма 100 тысяч долларов плюс десять процентов от сборов картины после первых 1.5 миллионов долларов. Хилтон также выступил рассказчиком в фильме, обеспечив закадровое повествование истории.
В феврале 1946 года было объявлено, что режиссёром фильма будет Ирвинг Рейс, а главную роль сыграет британский актёр Роберт Донат. Однако Рейс был вынужден уйти из проекта из-за желудочного заболевания. В то время продюсер RKO Эдриан Скотт уже работал над доработкой сценария.
В июне 1946 года был подписан договор на постановку фильма с Эдвардом Дмитриком . Этот фильм стал первым, в котором Дмитрик работал с преимущественно британским актёрским составом.
Исполнительницей главной женской роли первоначально была объявлена Энн Ширли, однако, в конце концов, роль досталась американской актрисе Марте Скотт.
Благодаря успеху в фильме Дэвида Лина «Короткая встреча» (1945) актёр Тревор Ховард «был повышен» до уровня одной из звёзд фильма, и его имя в титрах было указано наряду с именами других звёзд перед названием.
Хотя дочь Джона Миллса Джульет впервые появилась в британском фильме «В котором мы служим» (1943), в этом фильме она сыграла свою первую роль в упоминанием в титрах. Вторая дочь Миллса Хейли также появилась в этом фильме. На момент съёмок Джулиет было пять лет, а Хейли была в младенческом возрасте.
Фильм находился в производстве с середины июля до конца октября 1946 года.
Съёмки фильма проходили главным образом на студии Denham Film Studios в Денеме, Бакингемшир, Англия. Уличные сцены снимались в Мэкклсфилде, Чешир, создавая образ фабричного городка в Ланкашире.
Премьера фильма состоялась 8 июля 1947 года в Лондоне и 4 ноября 1947 года в Нью-Йорке.
Как написал Фристоу, поскольку Дмитрик, продюсер Эдриан Скотт и композитор Ханс Эйслер в то время находились под подозрением в Голливуде как сочувствующие «красным», «фильм пострадал от несправедливых обвинений, что на его идейную направленность оказали влияние коммунисты».

## Оценка фильма критикой

### Общая оценка фильма
После выхода фильма на экраны обозреватель «Нью-Йорк таймс» Босли Краузер выразил мнение, что режиссёр Эдвард Дмитрик, работая совместно с Эдрианом Скоттом, создал превосходное творение в реалистичном стиле». Как отметил Краузер, роман Хилтона, многим показался «разочаровывающим и скучным». Однако в фильме он «был чудесным образом превращён в трогательную и увлекательную историю». Он «также был превращён во вдохновенную и значимую драму». На пользу фильму пошла и некоторая «переработка персонажей и прояснение его темы» благодаря хорошо подготовленному сценарию. «Очевидно также, что верность локации британского фабричного городка, который является местом действия основной части истории, является большим достоинством этого фильма». Как далее отмечает Краузер, фильм превратился в «историю борьбы маленького гуманиста—редактора газеты и члена городского совета в унылом ланкаширском промышленном городке — не только против сил нечеловеческой алчности, но главным образом против убеждений и поступков его эгоистичной и амбициозной жены». При этом критик отмечает, что кое-где в фильме многовато сентиментальности, и, кроме того, не хватает связи с крупными проблемами своего времени. «Но, безусловно, фундаментальный конфликт между идеалом человеческого благополучия и гнилью жадности ярко раскрыт в сценарии Джона Пакстона». Характеры также прописаны ярко «благодаря хорошей режиссуре Дмитрика». Как резюмирует Краузер, «по своим изобразительным свойствам и, особенно, в плане социальной искренности темы фильм делает сильную заявку на памятное место рядом с лучшими картинами британского производства, которые мы не забудем».
Современный историк кино Крейг Батлер однако заметил, что «фильм, конечно, не так хорошо помнят современные зрители, и нет какой-либо особой причины, почему они должны его помнить. Хотя определённо это неплохой фильм, это также ни в коей мере не классика». Как полагает критик, «скорее, это один из тех фильмов, который достаточно легко смотреть, но который не задерживается в памяти надолго. Не говоря уж о том, что он лишён каких-либо запоминающихся аспектов». По мнению Батлера, «постановка Дмитрика находится на высшем уровне в тихие моменты, когда у него появляется шанс тонко исследовать характеры персонажей, но становится немного искусственной, когда эмоциональный уровень событий нарастает, и ему не удаётся удержать фильм от превращения в мыльную оперу. Темп повествования также является проблемой, так как большая часть фильма еле тянется».
По мнению современного историка кино Майкла Кини, «хотя фильм и доставляет наслаждение, тем не менее, он слишком длинный и мелодраматичный. Но преданный своему делу политик в исполнении Миллса и хищная роковая женщина Скотт могут дать необходимую мотивацию для просмотра его за один присест».
Современный киноведа Деннис Шварц написал, что сегодня «эту британскую мелодраму мало кто помнит, и на то есть причина – это её скука». По мнению критика, «Дмитрик квалифицированно ставит эту рутинную драму, не поднимая её однако выше уровня мыльной оперы». Шварц также замечает, что охотники на «красных» в Голливуде разгулялись в полную силу по поводу этого фильма, выдвигая «несправедливые обвинения, что подход фильма был вдохновлён коммунистами». 
Как отметил Хэл Эриксон, «хотя режиссёр Эдвард Дмитрик удостоился похвалы от большинства критиков за свою работу над фильмом, тем не менее, «были и те, кто прочитал в сценарии «про-красные» настроения Дмитрика». По информации Американского института кино, «многие обозреватели отмечали социальное содержание фильма, особенно его острокритический взгляд на британскую индустриальную систему. В этой связи в своей колонке «Взгляд на Голливуд» от 30 октября 1947 года Хедда Хоппер написала: «Я призываю вас посмотреть этот фильм. Затем решайте сами, способен или нет Голливуд внедрять левую пропаганду в свои фильмы».

### Оценка актёрской игры
Как написал Краузер, «выдающийся британский актер Джон Миллс даёт сильную и убедительную игру в роли гуманиста, поднявшегося из трущоб». Со своей стороны, Марта Скотт «поразительно искусно постепенно разоблачает порочную и презренную натуру его жены». Тревор Ховард сыграл доброго врача из трущоб, который увлекается выпивкой, Патриция Рок привлекательна в роли сильной молодой девушки, а  Ричард Карлсон «исполняет трудную роль запутавшегося сына злой матери». Малые роли «как обычно сыграны очень чётко».
По мнению Батлера, у фильма «сильный актёрский состав». Как отмечает критик, «Джон Миллс в главной роли как всегда очарователен. Миллс здесь максимально британский, и это именно то, к чему призывает фильм». Актёр «с большим мастерством справляется с колебаниями персонажа между тем, что правильно, и тем, что от него требуется». Как далее пишет Батлер, «Марта Скотт в роли  его амбициозной и разрушительной жены более чем умела, и она справляется со своим в конечном счёте неприятным персонажем на отлично». А Тревор Ховард «по-тихому впечатляет в роли доктора». Подводя итог, Батлер пишет, что «хотя у фильма есть свои недостатки, вклад актёрского состава здесь имеет большое значение».
Хэл Эриксон отметил, что Джон Миллс «сыграл в этом фильме одну из своих лучших ролей. Как позднее Эдвард Дмитрик написал Миллсу: «Я никогда не буду работать с более прекрасным актёром и лучшим человеком». 